# Parti du peuple (îles Féroé)
Pour les articles homonymes, voir Parti du peuple.
Le Parti féroïen du peuple (en féroïen : Hin føroyski fólkaflokkurin) est un parti politique féroïen fondé en 1939. Ce parti politique conservateur est partisan de l’indépendance des Îles Féroé. 

## Présidents
| Période     | Nom                 |
| ----------- | ------------------- |
| 1940-1946   | Joannes Patursson   |
| 1946-1951   | Thorstein Petersen  |
| 1951-1980   | Hákun Djurhuus      |
| 1980-1993   | Jógvan Sundstein    |
| 1993-2007   | Anfinn Kallsberg    |
| 2007-2022   | Jørgen Niclasen     |
| 2022        | Christian Andreasen |
| depuis 2022 | Beinir Johannesen   |

## Résultats électoraux

### Élections au Løgting
| Année | %    | Sièges  |
| ----- | ---- | ------- |
| 1940  | 24,7 | 6 / 24  |
| 1943  | 41,5 | 12 / 25 |
| 1945  | 43,4 | 11 / 25 |
| 1946  | 40,6 | 8 / 25  |
| 1950  | 32,3 | 8 / 25  |
| 1954  | 20,9 | 6 / 27  |
| 1958  | 17,8 | 5 / 30  |
| 1962  | 20,2 | 6 / 29  |
| 1966  | 21,6 | 5 / 26  |
| 1970  | 20,0 | 5 / 26  |
| 1974  | 20,5 | 5 / 26  |
| 1978  | 17,9 | 6 / 32  |
| 1980  | 18,9 | 6 / 32  |
| 1984  | 21,9 | 7 / 32  |
| 1988  | 23,2 | 8 / 32  |
| 1990  | 21,9 | 7 / 32  |
| 1994  | 16,0 | 6 / 32  |
| 1998  | 21,3 | 8 / 32  |
| 2002  | 20,8 | 7 / 32  |
| 2004  | 20,6 | 7 / 32  |
| 2008  | 20,1 | 7 / 33  |
| 2011  | 22,5 | 8 / 33  |
| 2015  | 18,9 | 6 / 33  |
| 2019  | 24,6 | 8 / 33  |
| 2022  | 18,9 | 6 / 33  |